# بليستونكس
بليستونكس (باليونانية: Πλείσταρχος) هو ابن بليسترشوس، والملك التاسع عشر لأسبرطة من سلالة أجيداي، وأب بوسنيس الذي سيخلف الحكم من بعده.

## وصلات خارجية
- بليستونكس. (باللغة الإنجليزية)